# Golfe de Gioia Tauro
Le golfe de Gioia Tauro (italien : Golfo di Gioia Tauro) est un golfe situé dans l'ouest de la Calabre, en Italie.